# マルチパン

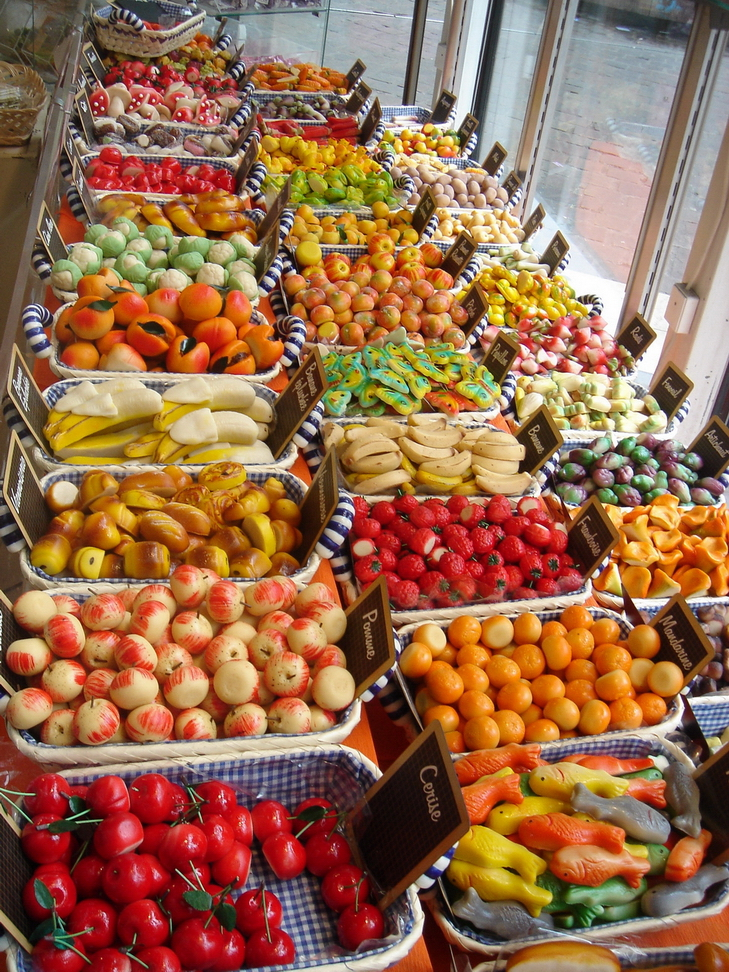
フルーツの形をしたマルチパン

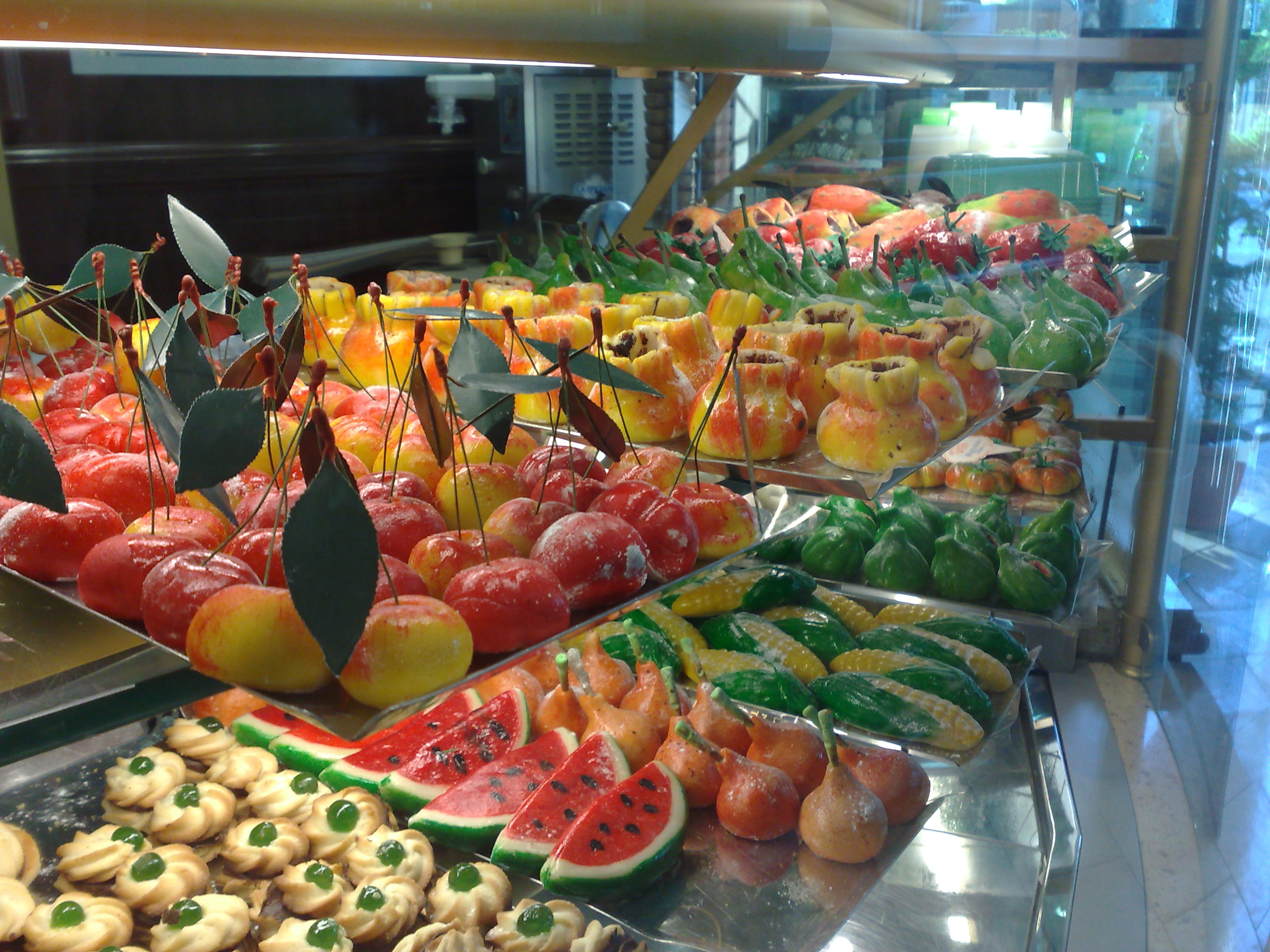
マルトラーナのマルチパン

マルチパン（独: Marzipan [ˌmaʁ.tsiˈpaːn]）またはマジパン（英: marzipan [ˈmɑrzəˌpæn]）は、ドイツ語ではマーツィーパンと発音し、砂糖とアーモンドを挽いて練りあわせた洋菓子。餡のような食感と独特の風味がある。スペインのトレドやラ・リオハ、ドイツのリューベックやシチリアのパレルモの名物として知られる。
マルチパンは中世にアーモンドと砂糖が手に入りやすくなった中東で発明されたようである。10世紀のアッバース朝時代には、アーモンドを挽いてシロップに加えて煮詰め、色々な形に成形した、ロージナージュ・ヤビースという菓子があり、ハルヴァの一種として親しまれていた。ヨーロッパにはトルコ人によって東ヨーロッパ経由でドイツのバルト海沿岸に伝わったルートと、南からアンダルス（イベリア半島）やシチリアに伝わったルートの二つが挙げられたことがある。中世ヨーロッパでは、貴族の宴会でマルチパンが食べられていた。
とはいえ、恐らくマルチパンの起源は古代ギリシア原産のアーモンドと蜂蜜で作られたデザートだと考えられる。
ドイツでは1407年にリューベックが飢饉に陥った際、市参事会がパン職人に、市の倉庫に大量に眠っているアーモンドを使って何か食べるものを作って欲しいと依頼して創らせたのが起源と伝えられている。現在では市庁舎近くのカフェ・ニーダーエッガーがマルチパンの店としてドイツ全土にその名を轟かせている。
マルチパン（マジパン）はエストニア発祥という説もある。ヨーロッパ最古の薬局であるタリンにある市議会薬局（Raeapteek）ではかつて失恋の傷を癒す薬として販売されていたという。
シチリアでは、マルトラーナ教会の修道院で、教会を復活祭の折りに訪問した大司教を驚かせるために果物そっくりの形をしたマルチパンが発明されたと言われている。このため、別名をフルッタ・ディ・マルトラーナ（Frutta di Martorana「マルトラーナの果物」）という。
この他、スペインのトレドやポルトガルのアルガルヴェ地方もマルチパンで有名である。

## マルチパンの形と文化

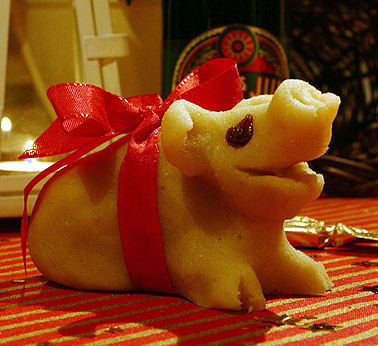
大きめで手のこんだマルチパンは贈り物や祝い品に重宝される

マルチパンはさまざまな形に造形して着色した、一口大のものが一般的である。果物や野菜の形をしたものが多く、そのほかにも動物や人物など、いろいろなものがある。鮮やかに着色されているので、店先では菓子というよりままごと遊びの玩具のように見える。
モーツァルトクーゲルのようなチョコレートやシュトレンの中の詰め物に使ったり、薄く伸ばしてアイシングやクリームの代わりにケーキのデコレーションに使うこともある。ドイツの伝統的なウェディングケーキやクリスマスケーキはこのマルチパンを使ったデコレーションケーキが使われる。スウェーデンのプリンセスケーキも薄く伸ばしたマルチパンで覆われる。
ドイツでは祝い品として使われることも多く、有名なのは紙製の金貨をくわえた豚をかたどった「グリュックシュヴァイン」（Glückschwein、「幸福の豚」）である。オーストリアやドイツの一部地域などでは大晦日にこれを贈りあう習慣がある。
イタリアのシチリアなどでは、復活祭に子羊の形のマルチパンを食べる習慣がある。また、復活祭にシチリアの女性は婚約者にハート型のマルチパンを贈る。

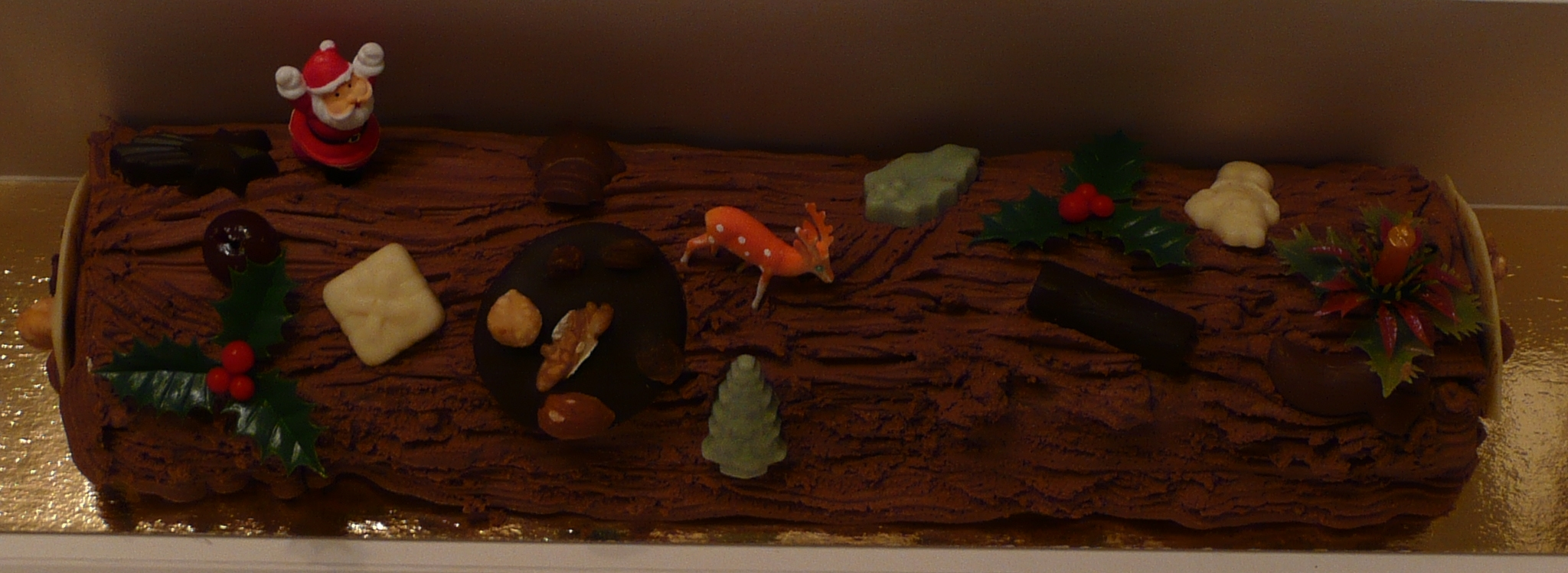
サンタ等のマルチパンがのったビュッシュ・ド・ノエル。
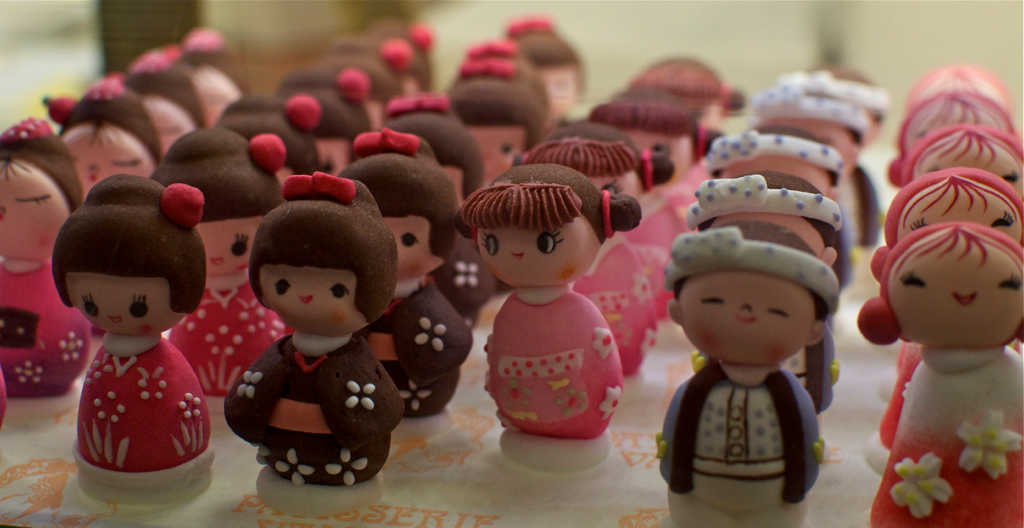
日本風の人型マルチパン。
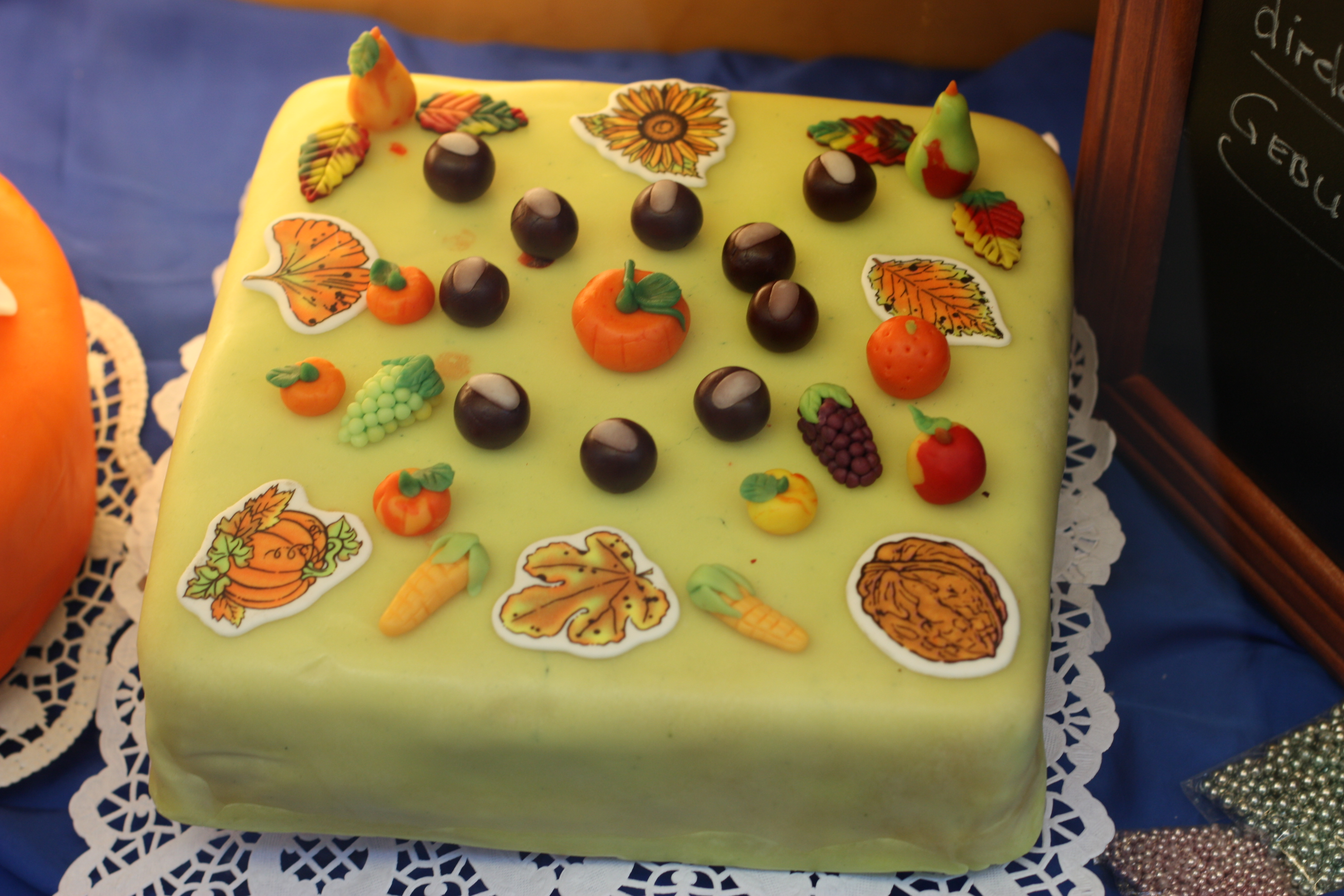
いろいろなフルーツ型マルチパンをトッピングしたオーストリアのケーキ。
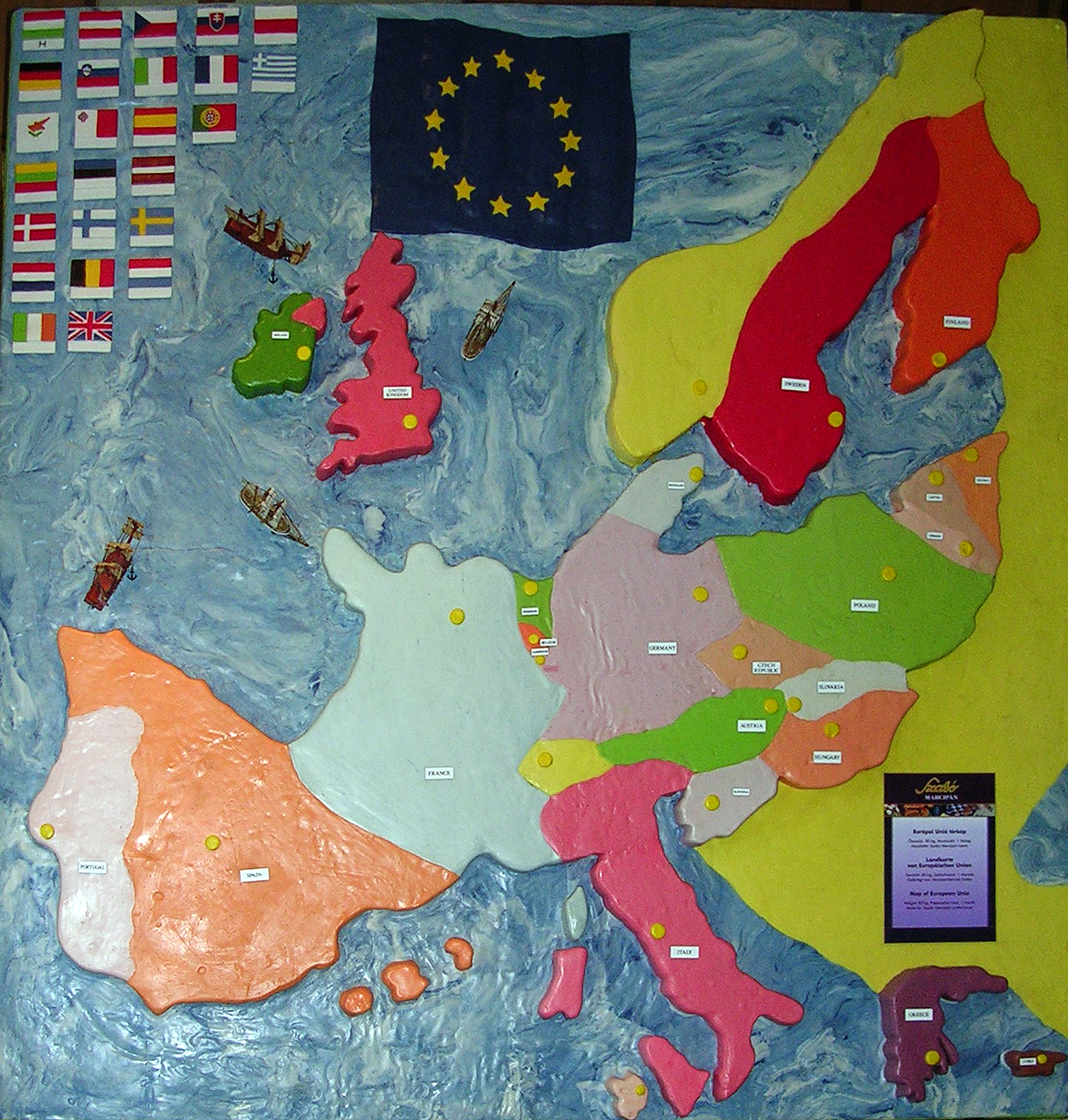
マルチパンで作った欧州連合地図（ブダペストマルチパン博物館）。